# Servitordens sju grundare
Servitordens sju grundare är de sju florentinska män som 1233 grundade Ordine dei Servi di Maria, Servitorden. De sju vördas som helgon inom Romersk-katolska kyrkan. Deras minnesdag firas den 17 februari.

## De sju grundarna
- Bonfiglio Monaldi, död 1 januari 1261
- Manetto dell'Antella, död 20 augusti 1268
- Bonagiunta Manetti, död 1257
- Amadio degli Amadei, död 18 april 1266
- Uguccione dei Uguccioni, död 3 maj 1282
- Sostegno Sostegni, död 1282
- Alessio Falconieri, född cirka 1200, död 17 februari 1310

## Biografi
De sju florentinska männen var medlemmar i föreningen "Laudusti", som bland annat bad laudes inför någon av Florens madonnelle, Mariabilder. De sju deltog dock i släktfejder som rasade i Florens, men den 15 augusti 1233 uppenbarade sig Jungfru Maria för dem, bedrövad över det hat som hade splittrat stadens familjer. De sju beslutade sig då för att dra sig tillbaka till ett berg utanför Florens för att be och meditera. Inom kort grundade de Servitorden, som bland annat ser som sin uppgift att sprida vördnaden för Jungfru Maria.